# Michael Berryman
Michael John Berryman (Los Ángeles, California, 4 de septiembre de 1948) es un actor estadounidense. Berryman nació con displasia ectodérmica hipohidrótica, que es una rara condición que le deja sin glándulas sudoríparas, pelo o uñas. Como resultado de esta enfermedad, su inusual apariencia física le permitió hacer una carrera a partir de la representación de personajes en películas de terror. Logró el reconocimiento con sus papeles en las películas One Flew Over the Cuckoo's Nest (1975), The Hills Have Eyes (1977) y Deadly Blessing (1981). Ha aparecido además en reconocidas series de televisión como Star Trek: The Next Generation y The X-Files y en el vídeoclip de la canción "Smokin' in the Boys Room" de la banda de hard rock Mötley Crüe.

## Filmografía

### Cine y televisión
- Doc Savage: The Man of Bronze (1975)
- One Flew over the Cuckoo's Nest (1975)
- The Hills Have Eyes (1977)
- Another Man, Another Chance (1977)
- The Fifth Floor (1978)
- Co-Ed (1980)
- Deadly Blessing (1981)
- Voyage of the Rock Aliens (1984)
- Invitation to Hell (1984)
- The Hills Have Eyes Part II (1984)
- Weird Science (1985)
- Cut and Run (1985)
- My Science Project (1985)
- Armed Response (1986)
- Star Trek IV: The Voyage Home (1986)
- The Barbarians (1987)
- Off the Mark (1987)
- Kenny Rogers as The Gambler, Part III (1987)
- Saturday the 14th Strikes Back (1988)
- Star Trek V: The Final Frontier (1989)
- Aftershock (1990)
- Solar Crisis (1990)
- Evil Spirit (1990)
- Far Out Man (1990)
- The Guyver (1991)
- Wizards of the Demon Sword (1991)
- Beastmaster 2 (1991)
- Teenage Exorcist (1991)
- The Secret of the Golden Eagle (1991)
- Little Sister (1992)
- Auntie Lee's Meat Pies (1992)
- The Crow (1994)
- Double Dragon (1994)
- Spy Hard (1996)
- Mojave Moon (1996)
- Gator King (1997)
- The Independent (2000)
- Rebel Yell (2000)
- Two Heads are Better than None (2000)
- The Devil's Rejects (2005)
- The Absence of Light (2006)
- Fallen Angels (2006)
- Penny Dreadful (2006)
- Ed Gein: The Butcher of Plainfield (2007)
- Dead Man's Hand (2007)
- Brutal (2007)
- Brother's War (2009)
- Smash Cut (2009)
- Outrage (2009)
- Necrosis (2009)
- The Tenant (2010)
- Satan Hates You (2010)
- Scooby-Doo! Curse of the Lake Monster (2010)
- Mask Maker (2010)
- Below Zero (2011)
- Beg (2011)
- The Family (2011)
- The Lords of Salem (2012)
- Self Storage (2013)
- Army of the Damned (2013)
- Apocalypse Kiss (2014)
- Erebus (2014)
- Kill or Be Killed (2015)
- Smothered (2016)
- Potent Media's Sugar Skull Girls (2016)
- The Evil Within (2017)
- Shed of the Dead
- Death House (2017)
- Z Nation (2017)
- Violent Starr (2018)